# Felip Solé i Olivé
Felip Solé i Olivé (Barcelona, 1880 - Barcelona, 1947) fou un pedagog i polític català, pare de Lluís Solé i Sabarís i Felip Solé i Sabarís, i avi d'Oriol Solé Sugranyes i Josep Maria Solé i Sabaté.
Va ser professor a Gavà fins que va guanyar la càtedra de pedagogia de l'Institut de Lleida. Un cop a Lleida, va promoure la creació de l'Escola Normal de Magisteri, de la qual va ser director diverses ocasions. Quan el gener de 1934 en fou nomenat director en substitució de la directora Josefa Úriz Pi, que en fou destituïda, els alumnes fan una vaga de 48 hores, promoguda entre d'altres per Dolors Piera i Llobera i Josefa Reimundi, en protesta per aquest canvi.
Va ser autor, entre d'altres, d'“Ortografia Catalana” (1922), destinada a l'ensenyament primari, i de diverses obres de pedagogia. Milità a la Lliga Regionalista, on arribà ser president de la demarcació de Lleida dues vegades. Com a activista cultural, va lluitar per la modernització cultural de la Lleida del seu temps, i va elaborar, des de les pàgines de Vida Lleidatana, un programa per a la modernització de la cultura catalana a Lleida i per difondre els valors lligats a la tradició literària de Ponent.
Va ser ponent per les comarques de Lleida durant els treballs de la Divisió territorial de Catalunya de 1936 on defensà la creació de la comarca del Mig Segre, que no prosperà.